# Voorrecht van de advocaat
Het voorrecht van de advocaat is in België een reden van voorrang en een voorrecht van de advocaat tot zekerheid van de kosten die hij gemaakt heeft voor de verdediging van een veroordeelde in strafzaken. Het voorrecht is ingesteld door de artikelen 2, 4°, en 4, 5°, van de wet van 5 en 15 september 1807 betreffende de dekking van de gerechtskosten ten voordele van de Schatkist in criminele, correctionele en politiezaken.

## Wettekst
Artikel 2 van de wet van 5 en 15 september 1807 bepaalt:

Le privilège du Trésor public sur les meubles et effets mobiliers des condamnés ne s'exercera qu'après les autres privilèges et droits ci-après mentionnés, à savoir:

1° (...)

2° Les sommes dues pour la défense personnelle du condamné, lesquelles en cas de contestation de la part de l'administration des domaines seront réglées d'après la nature de l'affaire, par le tribunal qui aura prononcé condamnation.

Artikel 2, 2°, van de wet van 5 en 15 september 1807 stelt een echt voorrecht in voor de sommen verschuldigd voor de persoonlijke verdediging van de veroordeelde, die in geval van betwisting vastgesteld worden volgens de aard van de zaak, door de rechtbank die de veroordeling heeft uitgesproken.
Artikel 4, 5°, van dezelfde wet herhaalt deze bepaling.

## Tot voordeel van wie het voorrecht strekt
Alleen een advocaat kan een beklaagde of een beschuldigde voor de strafrechter verdedigen. Het is dus alleen een advocaat die het voorrecht zal kunnen inroepen.

## Bevoorrechte schuldvorderingen
Het voorrecht strekt tot zekerheid van het honorarium van de advocaat en op de kosten die deze zou hebben voorgeschoten met het oog op de verdediging van de veroordeelde.
Om het voorrecht te kunnen inroepen moet de cliënt van de advocaat door de strafrechter veroordeeld zijn. Het voorrecht geldt dus niet in geval van vrijspraak en evenmin in geval van buitenvervolgingstelling van zijn cliënt. Het voorrecht is daarentegen wel van toepassing in geval van veroordeling met opschorting van de uitspraak op strafgebied.
De advocaat die alleen een burgerrechtelijk verantwoordelijke partij heeft verdedigd kan het voorrecht niet inroepen. De burgerrechtelijk verantwoordelijke partij kan inderdaad niet strafrechtelijk veroordeeld worden.

## Voorwerp van het voorrecht
Het voorrecht rust op alle goederen van de veroordeelde, zowel zijn roerende goederen als zijn onroerende goederen.